# Hvozdec (ort i Tjeckien, Mellersta Böhmen)
Hvozdec är en ort i Tjeckien.   Den ligger i regionen Mellersta Böhmen, i den centrala delen av landet, 50 km sydväst om huvudstaden Prag. Hvozdec ligger 523 meter över havet och antalet invånare är 192.
Terrängen runt Hvozdec är platt åt nordväst, men åt sydost är den kuperad. Terrängen runt Hvozdec sluttar norrut. Runt Hvozdec är det ganska tätbefolkat, med 52 invånare per kvadratkilometer. Närmaste större samhälle är Příbram, 16,0 km sydost om Hvozdec. I omgivningarna runt Hvozdec växer i huvudsak blandskog.